# Некрополь Кусшы-Ата
Кусшы-Ата (каз. Құсшы ата) — могильник. Ансамбль находится в 35 км на юго-восток от села Турыш.
Исследован в 1982 году экспедицией Общества защиты памятников (руководитель С. Ажигали). Расположен в центральной части Устюрта. По легенде, Кусшы-ата был защитником птиц. Комплекс насчитывает около 500 памятников туркмен и казахов 17—20 вв. Памятники расположены в юго-восточной части некрополя. Среди памятников есть каменные ограждения, различные койтасы, саганатамы. Встречаются родовые знаки туркменских племён салар, кожа, иомутбага, казахских племён табын (шомишти) и адай. Существует 20 вариантов символов шомишти — табын. Встречаются памятники с изображениями символов родов таракты — табын, шекты, тама, жаппас. Это доказывает, что казахские племена и роды населяли Устюрт, начиная со средних веков.